# Recoropha
Recoropha é um gênero de traça pertencente à família Arctiidae.